# Петровско-Заводское сельское поселение
Петровско-Заводское се́льское поселе́ние — муниципальное образование в Сармановском районе Татарстана Российской Федерации.
Административный центр — село Петровский Завод.

## История
Статус и границы сельского поселения установлены Законом Республики Татарстан от 31 января 2005 года № 39-ЗРТ Законом Республики Татарстан от 31 января 2005 года № 39-ЗРТ «Об установлении границ территорий и статусе муниципального образования "Сармановский муниципальный район" и муниципальных образований в его составе».

## Население
| 2010  | 2011  | 2012  | 2013  | 2014  | 2015  | 2016  |
| ----- | ----- | ----- | ----- | ----- | ----- | ----- |
| 1369  | ↘1366 | ↘1322 | ↘1313 | ↘1299 | ↘1280 | ↘1271 |
| 2017  | 2018  |       |       |       |       |       |
| ↗1282 | ↘1272 |       |       |       |       |       |

## Состав сельского поселения
| № | Населённый пункт | Тип населённого пункта       | Население |
| - | ---------------- | ---------------------------- | --------- |
| 1 | Димитарлау       | деревня                      |           |
| 2 | Кук-Тау          | деревня                      |           |
| 3 | Мустафино        | деревня                      |           |
| 4 | Петровский Завод | село, административный центр |           |
| 5 | Пробуждение      | деревня                      |           |